# Obsjtina Pesjtera
Obsjtina Pesjtera (bulgariska: Община Пещера) är en kommun i Bulgarien.   Den ligger i regionen Pazardzjik, i den centrala delen av landet, 110 km sydost om huvudstaden Sofia.
Obsjtina Pesjtera delas in i:
- Kapitan Dimitrievo
- Radilovo

Följande samhällen finns i Obsjtina Pesjtera:
- Pesjtera
- Radilovo

I omgivningarna runt Obsjtina Pesjtera växer i huvudsak blandskog. Runt Obsjtina Pesjtera är det ganska glesbefolkat, med 48 invånare per kvadratkilometer.